# Estimador de Hodges-Lehmann
En estadística, el estimador de Hodges-Lehmann es un estimador robusto y no paramétrico del parámetro de localización de una población. Para las poblaciones que son simétricas alrededor de una mediana, como la distribución normal (Gaussiana) o la distribución t de Student, el estimador de Hodges-Lehmann es una estimación consistente y mediana de la media de la población. Para las poblaciones no simétricas, el estimador de Hodges-Lehmann estima la " pseudo-mediana", que está estrechamente relacionada con la mediana de la población.
El estimador de Hodges-Lehmann se propuso originalmente para estimar el parámetro de localización de poblaciones unidimensionales, pero se ha utilizado para muchos más propósitos. Se ha utilizado para estimar las diferencias entre los miembros de dos poblaciones. Se ha generalizado a partir de poblaciones univariadas a poblaciones multivariadas, que producen muestras de vectores.
Se basa en Prueba de los rangos con signo de Wilcoxon. En la teoría estadística, fue un ejemplo temprano de un estimador basado en el rango, una clase importante de estimadores tanto en estadísticas no paramétricas como en estadísticas robustas. El estimador de Hodges-Lehmann fue propuesto en 1963 de forma independiente por Pranab Kumar Sen y por Joseph Hodges y Erich Leo Lehmann, por lo que también se le llama el " estimador Hodges-Lehmann-Sen ".

## Definición
En el caso más simple, la estadística "Hodges-Lehmann" estima el parámetro de localización para una población univariada. Su cálculo se puede describir rápidamente. Para un conjunto de datos con n mediciones, el conjunto de todos los posibles subconjuntos de uno o dos elementos tiene n(n + 1)/2  elementos. Para cada uno de estos subconjuntos, se calcula la media; finalmente, la mediana de estos promedios n(n + 1)/2  se define como el estimador de localización de Hodges-Lehmann.
La estadística de Hodges-Lehmann también estima la diferencia entre dos poblaciones. Para dos conjuntos de datos con m y n observaciones, el conjunto de conjuntos de dos elementos formados por ellos es su producto cartesiano, que contiene m × n pares de puntos (uno de cada conjunto); cada par define una diferencia de valores. La estadística de Hodges-Lehmann es la mediana de las diferencias m × n.